# Alcalidi
Gli alcalidi sono composti chimici in cui i metalli alcalini sono anioni (cioè ioni avente carica negativa). Queste specie sono notevoli, perché i metalli alcalini appaiono solitamente sei sali solamente come cationi. 
Sono anche stati sintetizzati composti di alcalidi contenenti cationi del metallo alcalini bario.

## Chimica "usuale": il caso di Na+
I metalli alcalini sono noti per formare sali. Il sale da cucina, cloruro di sodio Na+Cl−, mostra il comportamento solito di un metallo alcalino come il sodio: la sua carica positiva è bilanciata da un anione nella formula minima di questo composto ionico. La spiegazione tradizionale del fenomeno è che la perdita di un elettrone da parte del sodio elementare per produrre un catione con singola carica positiva produce una configurazione elettronica stabile.
Si reputava che il sodio formasse sempre cationi monovalenti prima della scoperta degli alcalidi e le stesse considerazioni possono essere fatte per i rimanenti metalli alcalini.

## Classificazione degli alcalidi
Gli alcalidi conosciuti includono Na−, K−, Rb−, e Cs−, che rispettivamente sono chiamati natruro, potassiuro o kaluro, rubidiuro e cesiuro. I "litiuro", composti contenenti Li−, non sono al momento noti.
Gli alcalidi conosciuti, scoperti per la prima volta negli anni '70, sono di interesse teorico per la loro inusuale stechiometria e bassa energia di ionizzazione.  Le specie di alcalidi sono chimicamente correlate agli elettridi, sali contenenti come anioni elettroni "intrappolati" nel reticolo cristallino.

## Esempi
Un tipico alcalide è il sale sodiuro di potassio [K(2,2,2-crypt)]+Na−, che contiene sia K+ che Na−. Il criptando isola e stabilizza K+, evitando la sua riduzione da parte di Na−. 
Sono stati osservati Dimeri di sodio anionico e cationico, come in un sale H+Na− noto come "idruro di sodio inverso".
Normalmente, gli alcalidi sono termicamente labili a causa dell'elevata reattività dello ione alcalide, che è teoricamente in grado per questo di rompere la maggior parte dei legami covalenti compresi quelli C-O di un criptando. 
L'introduzione di uno speciale criptando contenente ammine al posto dei legami eterei ha permesso l'isolamento di potassidi K+ e natridi Na−, stabili a temperatura ambiente.